# Dzmitryj Mazaleuski
Dzmitryj Mazaleuski (biał. Дзмітрый (Зьміцер) Мазалеўскі, ros. Дмитрий Дмитриевич Мозолевский, Dmitrij Dmitrijewicz Mozolewski; ur. 30 kwietnia 1985 w Brześciu) – były białoruski piłkarz, grający na pozycji napastnika, reprezentant Białorusi. Zakończył karierę w 2018.

## Kariera klubowa
| Sezon | Klub              | Kraj     | Rozgrywki                | Mecze | Bramki |
| ----- | ----------------- | -------- | ------------------------ | ----- | ------ |
| 2003  | Dynama Brześć     | Białoruś | Wyszejszaja liha         | 8     | 0      |
| 2004  | Dynama Brześć     | Białoruś | Wyszejszaja liha         | 27    | 5      |
| 2005  | Dynama Brześć     | Białoruś | Wyszejszaja liha         | 22    | 6      |
| 2006  | Dynama Brześć     | Białoruś | Wyszejszaja liha         | 26    | 5      |
| 2007  | Dynama Brześć     | Białoruś | Wyszejszaja liha         | 25    | 6      |
| 2008  | Dynama Brześć     | Białoruś | Wyszejszaja liha         | 29    | 13     |
| 2009  | Dynama Brześć     | Białoruś | Wyszejszaja liha         | 26    | 9      |
| 2010  | Dynama Brześć     | Białoruś | Wyszejszaja liha         | 33    | 9      |
| 2011  | Dynama Brześć     | Białoruś | Wyszejszaja liha         | 32    | 5      |
| 2012  | BATE Borysów      | Białoruś | Wyszejszaja liha         | 22    | 9      |
| 2013  | BATE Borysów      | Białoruś | Wyszejszaja liha         | 10    | 2      |
| 2014  | BATE Borysów      | Białoruś | Wyszejszaja liha         | 0     | 0      |
| 2015  | BATE Borysów      | Białoruś | Wyszejszaja liha         | 4     | 3      |
| 2016  | BATE Borysów      | Białoruś | Wyszejszaja liha         | 15    | 0      |
| 2016  | Hong Kong Rangers | Hongkong | Hong Kong Premier League | 0     | 0      |
| 2017  | Dynama Brześć     | Białoruś | Wyszejszaja liha         | 10    | 1      |
| 2017  | Atlantas Kłajpeda | Litwa    | A lyga                   | 16    | 5      |
| 2018  | Atlantas Kłajpeda | Litwa    | A lyga                   | 0     | 0      |